# Alfredo Catalani

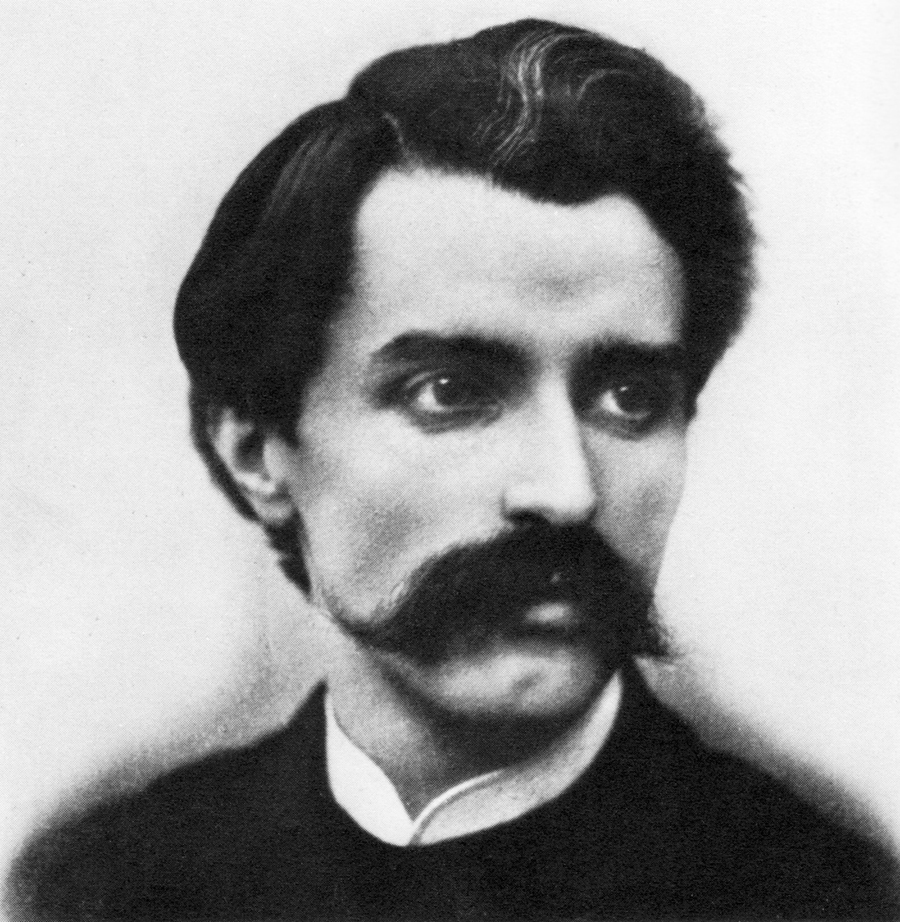
Alfredo Catalani (um 1885)

Alfredo Catalani (* 19. Juni 1854 in Lucca; † 7. August 1893 in Mailand) war ein italienischer Komponist.

## Leben und Wirken
Alfredo Catalani stammte aus einer Musikerfamilie. Sein Vater Eugenio Catalani war Schüler von Giovanni Pacini und gab seinem Sohn schon in sehr jungen Jahren Klavierunterricht und Unterricht in Harmonielehre. Seine Mutter war Leiterin eines Internats. Alfredo studierte dann in seiner Heimatstadt Lucca am Musikinstitut Pacini (heute Boccherini) während seiner humanistischen Schulausbildung ab dem Jahr 1860 das Fach Kontrapunkt bei Fortunato Magi, einem Onkel von Giacomo Puccini (1858–1924). Diese Ausbildung beendete er im Jahr 1872 mit der Komposition einer Messe für vier Singstimmen und Orchester und bekam dafür den ersten Preis des Instituts. Aus dieser Studienzeit stammt auch die Komposition einer Symphonie F-Dur und einer Romanza für Bariton und Orchester. Anschließend strebte er eine Weiterbildung am Pariser Konservatorium an, wo er im Herbst 1872 zugelassen wurde. An dieser Lehranstalt war er nie offiziell eingeschrieben; dennoch hatte er mehrere Monate lang Unterricht in der Klavierklasse von Antoine François Marmontel und in der Kompositionsklasse von François Emmanuel Joseph Bazin (1816–1878). Außerdem hatte er in Paris verschiedene Möglichkeiten, die zeitgenössische französische Musik kennenzulernen, was seinen musikalischen Stil beeinflusste; insbesondere ist der Einfluss von Jules Massenet (1842–1912) auf Catalanis spätere Komposition Chanson groënlandaise spürbar. 
Nach seiner Rückkehr nach Italien im Sommer 1873 studierte er noch zwei Jahre am Konservatorium Mailand Kontrapunkt und Komposition bei Antonio Bazzini (1818–1897) und beendete sein Studium 1875 mit der einaktigen Oper La falce (Die Sichel), einer arabischen Hirtengeschichte für zwei Singstimmen und Chor auf das Libretto des Dichters und Komponisten Arrigo Boito (1842–1918), deren Aufführung (im Theater des Konservatoriums) in der Presse gelobt wurde. In seiner Mailänder Zeit beschäftigte er sich auch mit der Musik Richard Wagners und schloss sich der kulturellen Reformbewegung Scapigliatura Lombarda an (wörtlich „lombardische Zerzaustheit“ für Unangepasstheit), einer spätromantischen, innovativen Strömung, die von Boito sowie von dem Dichter Emilio Praga und dem Musiker Franco Faccio angeführt wurde. Deren Anhänger diskutierten Wagners Opern, französische und deutsche Literatur und strebten die Verjüngung der italienischen Musik an. Nach dem Erfolg von La falce wurde Catalani durch Vermittlung Bazzinis mit dem Verleger Giovanni Lucca bekannt, der bei ihm drei neue Opern in Auftrag gab. Thema der ersten Oper war die Loreley-Legende; die Hauptdarstellerin wurde zunächst Elda genannt (Libretto: Carlo D'Ormeville) und die Handlung vom Rhein an die Ostsee verlegt (Uraufführung in Turin als vieraktige Oper). Später hat Catalani dieses Werk in Loreley umbenannt und umgearbeitet; es wurde dann als dreiaktige Oper in Turin mit gutem Erfolg aufgeführt. Trotz seiner grundsätzlichen und freundschaftlichen Unterstützung war Boito nie bereit, für Catalani ein Libretto zu schreiben, so dass Catalani sich für die beiden anderen bestellten Opern andere Librettisten suchen musste, so für Dejanice (Uraufführung 1883 in Mailand; Libretto: Angelo Zanardini) und für Edmea (Uraufführung 1886 in Mailand; Libretto: Antonio Ghislanzoni). Obwohl beide Opern hervorragende Orchesterstücke enthalten, fehlt ihnen wegen der schwachen Libretti der dramatische Effekt. Edmea wurde 1886 zweimal vom Komponisten überarbeitet und erlebte am 4. November 1886 am Teatro Carignano in Turin unter Leitung des 19-jährigen Arturo Toscanini (1867–1957), der an diesem Tag sein Debüt gab, einen überwältigenden Erfolg. Zu Catalanis Lebzeiten wurde Edmea zu seiner erfolgreichsten Oper, während Dejanice von dem jungen Giacomo Puccini sehr gelobt wurde. 
Zeitlich zwischen beiden Opern lag die Komposition der Sinfonischen Dichtung Ero e Leandro, inspiriert von den entsprechenden Werken von Franz Liszt (1811–1886), die 1885 erstmals aufgeführt wurde. Im April 1888 wurde Catalani zum Professor für Komposition am Mailänder Konservatorium ernannt, als Nachfolger von Amilcare Ponchielli (1834–1886). Im Jahr 1889 verlobte sich Catalani offiziell mit einer Cousine mütterlicherseits, Luisa Picconi; wenige Monate später kam es jedoch zu einer schmerzlichen Trennung.
Der Musikverlag von Giovanni Lucca war im Mai 1888 von dem Mailänder Verleger Giulio Ricordi aufgekauft worden. Ricordi setzte mehr auf die Kompositionen von Giuseppe Verdi (1813–1901) und Giacomo Puccini, wodurch Catalani einen Großteil der finanziellen Unterstützung verlor. Für sein nächstes Opernvorhaben, La Wally nach dem volkstümlichen Roman Die Geierwally von Wilhelmine von Hillern aus dem Jahr 1875, konnte er zwar den kompetenten Librettisten Luigi Illica (1857–1919) gewinnen, musste ihn aber aus eigener Tasche bezahlen. Die Arbeit an seiner letzten Oper mündete in der Uraufführung in Mailand am 20. Januar 1892, die ein guter Erfolg wurde. Der später sehr berühmte Dirigent Arturo Toscanini, ein großer Bewunderer Catalanis, gab einer seiner Töchter den Namen Wally. Der Komponist Gustav Mahler (1860–1911), der die Oper später in Hamburg dirigierte, sah La Wally als beste italienische Oper an. Die Oper erlebte in den zwei Jahren nach der Uraufführung erfolgreiche weitere Aufführungen in Verona, Genua und Lucca, hier mit dem jungen Toscanini als Dirigenten. Danach plante Catalani eine weitere Arbeit, Nella selva, die aber wegen seines vorzeitigen Todes ein Entwurf geblieben ist.
Catalani litt schon seit vielen Jahren an Lungen-Tuberkulose, für die es im 19. Jahrhundert noch keine Heilung gab. In seiner Familie waren bereits ein Bruder und eine Schwester daran verstorben. Als er sich im Sommer 1893 besonders geschwächt fühlte, entschloss er sich, wie in früheren Jahren, zur Erholung in die Schweizer Berge zu fahren. Auf dem Weg dorthin erlitt er in der Grenzstadt Chiasso einen Blutsturz, der ihn zwang, nach Mailand zurückzukehren. Dort starb Catalani in einem Krankenhaus nach einigen Tagen Todeskampf am 7. August 1893 mit 39 Jahren. Er wurde zunächst auf dem Cimitero Monumentale in Mailand provisorisch beigesetzt. Am 16. März 1894 wurde seine Leiche dann unter offizieller Mitwirkung seiner Heimatstadt in das Familiengrab auf dem Cimitero Monumentale von St. Anna in Lucca überführt.

## Bedeutung
Catalanis Entwicklung von La falce zu La Wally zeigt im Wesentlichen die Loslösung von der bisherigen italienischen Nummernoper; außerdem ist das Bestreben sichtbar, eine musikalische und dramatische Einheit zu erreichen bei gleichzeitiger Bevorzugung tragischer Themen. Aus dem Einfluss der Scapigliatura stammen das Interesse für die deutsche Musik der Romantik (Carl Maria von Weber, Richard Wagner) und hieraus die Neigung zum symphonischen Stil in seinen Opern. Aus dem Einfluss der französischen Grand Opéra gehen Catalanis Tänze, Chöre und volksmusikalische Einzelheiten hervor, wenn auch die späteren Überarbeitungen seiner Opern auf ein besonderes dramatisches Einfühlungsvermögen hinweisen. Durch eine zunehmende und gekonnte Einbeziehung des Orchesters erreichte er eine Straffung der Handlung und eine gelungene Darstellung natürlicher und übernatürlicher Phänomene (Loreley). Eine besondere Fähigkeit Catalanis zur Andeutung psychologischer Stimmungen zeigt sich in den symphonischen Vorspielen zu einzelnen Opernakten, besonders in seiner letzten Oper. Insgesamt nehmen die Werke Catalanis im italienischen Opernschaffen eine isolierte Stellung ein, weil sie mit ihren fantastischen und naturalistischen Elementen einem eigenen musikdramatischen Ideal folgten und sich in einen Gegensatz zu dem Triumphe feiernden Stil des Verismus setzten. Beim Publikum erfreuten sich seine Werke großer Beliebtheit, während die italienischen Musikkritiker ihm vorhielten, er sei ein „italienischer Wagnerianer“. Eine ähnliche Ablehnung wurde ihm seitens Giuseppe Verdi zuteil, der ihm vorwarf, die italienische Musik zu „verdrehen“. Erst ab dem Jahr 1905 kam es in Italien unter dem Einfluss von Arturo Toscanini zu einer Wiederaufnahme von Catalanis Bühnenwerken in das Repertoire der größeren Opernhäuser, die bis in die 1980er Jahre andauerte. La Wally wurde 1991 in Bregenz aufgeführt. Durch die Initiative des Musikvereins Lucca sind in der darauf folgenden Zeit 20 Klavierstücke Catalanis ins Programm genommen und aufgeführt worden.
Ebenso gegen Ende des 20. Jahrhunderts hat eine Arie Catalanis in das französische Filmschaffen Eingang gefunden: Die Arie „Ebben? Ne andrò lontana“ aus seiner Oper La Wally spielt eine zentrale Rolle in dem Film Diva (Regie: Jean-Jacques Beineix 1981) und ist dort mehrfach in der Interpretation von Wilhelmenia Fernandez zu hören.

## Werke (Auswahl)

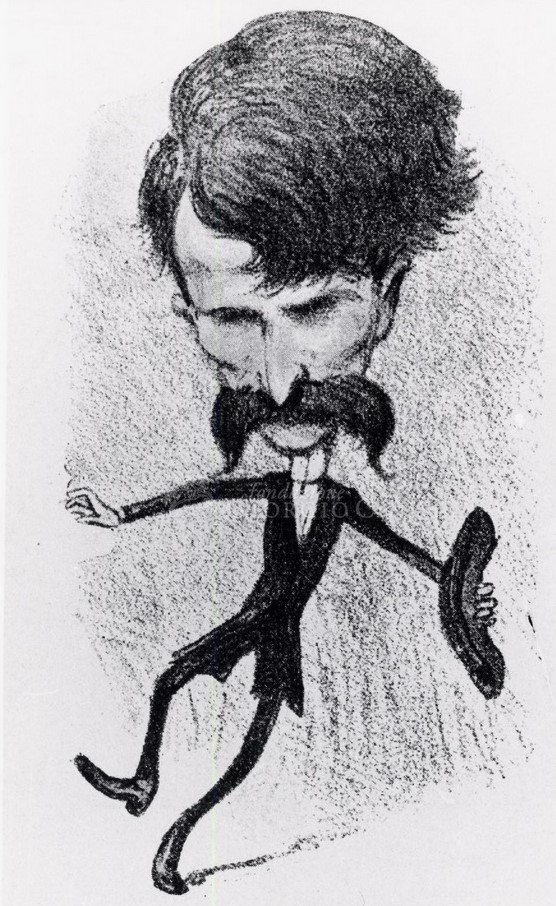
Catalanis Freude über den Erfolg der Loreley, Karikatur von 1890 im Satirejournal Il Pasquino

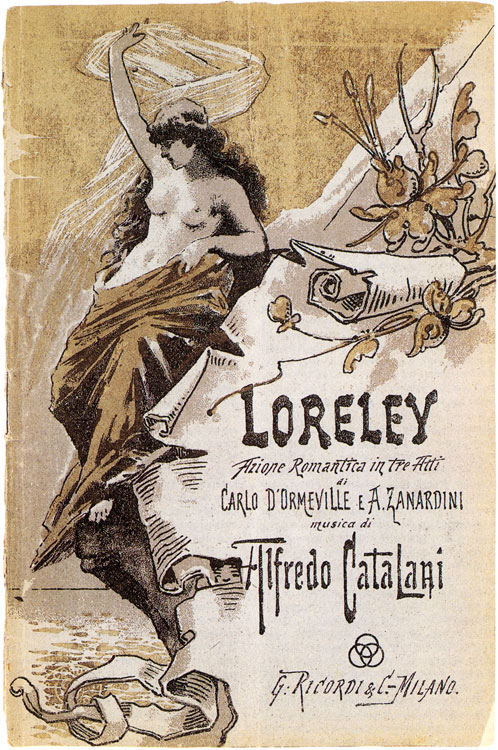
Loreley, Uraufführung im Teatro Regio in Turin in 1890

Die Werke sind hauptsächlich bei den Verlegern Lucca bzw. Ricordi (Mailand) erschienen; zahlreiche Werke sind jedoch noch unveröffentlicht.
- Bühnenwerke
  - La falce (Libretto: Arrigo Boito), egloga orientale in einem Akt (Uraufführung 19. Juli 1875, Konservatorium Mailand)
  - Elda (Libretto: Carlo D'Ormeville nach der Legende von Loreley), dramma fantastico in vier Akten (Uraufführung 31. Januar 1880 in Turin, Teatro Regio); überarbeitet als Loreley (Libretto: Angelo Zanardini und andere nach D'Ormeville), azione romantica in drei Akten (16. Februar 1890 ebenda)
  - Dejanice (Libretto: Angelo Zanardini), dramma lirico in vier Akten (Uraufführung 17. März 1883 in Mailand, Teatro alla Scala)
  - Edmea (Libretto: Antonio Ghislanzoni), dramma lirico in vier Akten (Uraufführung 27. Februar 1886 ebenda)
  - La Wally (Libretto: Luigi Illica nach Wilhelmine von Hillern, Die Geier-Wally), dramma lirico in vier Akten (1889 bis 1891, Uraufführung 20. Januar 1892 ebenda)
- Chorische Vokalmusik
  - Messe e-Moll für vier Singstimmen und Orchester (1872)
  - Extase! e-Moll (Text: Victor Hugo) für Chor und Orchester (1876)
  - La primavera As-Dur für Chor und Orchester (1877)
  - Inno degli Alpinisti G-Dur (Hymne der Bergsteiger, etwa 1891)
- Vokalmusik für Solostimme, meist mit Klavier
  - Il sogno, Nella realtà, La speranza, Il morente (Florenz 1870)
  - La viola (1870)
  - Romanza (1870)
  - Ave Maria (1872?)
  - Romanze für Bariton und Orchester (1872?)
  - Ad una stella (1874)
  - Fior di collina (Text: C. Paveli; 1874)
  - O Gomorra, o Sodoma perversa (1875, unvollständiges Manuskript)
  - Chanson groënlandaise (Text: Jules Verne; 1876, 1878)
  - Sognai (Text: U. Bassani; 1877)
  - In riva al mare (Text: E. Panzacchi; 1878)
  - L'Odalisque (Text: T. Moore; 1878)
  - Il m’aimait tant (1880)
  - Le Gondolier (Text: C. Delavigne; 1880)
  - La pescatrice (Text: Heinrich Heine; 1892)
  - Senza baci (Text: Lara; 1893?)
- Orchesterwerke (alle nur handschriftlich überliefert)
  - Sinfonia a piena orchestra F-Dur (1872)
  - Il mattino, sinfonia romantica (1874)
  - La notte, sinfonia descrittiva (1874)
  - Contemplazione (1878), auch für Klavier bearbeitet (1878)
  - Scherzo A-Dur (1878), auch für Klavier bearbeitet (1878)
  - Ero e leandro, poema sinfonico (1885)
- Kammermusik
  - Fuga d-Moll für Streichquartett (1871?)
  - Streichquartett A-Dur (1873?)
  - Danza caratteristica für Violoncello und Klavier (1877)
  - Serenata andalusa für Violoncello und Klavier (1887)
  - A sera g-Moll für Streichquartett (1888; Bearbeitung des Klavierstücks; später als Vorspiel zum dritten Akt von La Wally verwendet)
  - Serenatella für Streichquartett (1888; Bearbeitung des Klavierstücks Sotto le tue finestre)
- Klaviermusik
  - Mazurka (Florenz 1870)
  - Sonata (1874?)
  - Aspirazione, Walzer (Mailand 1878)
  - Le Rouet (Mailand 1878)
  - Se tu sapessi (Mailand 1878)
  - Scherzo-tarantella (1879)
  - Rêverie (1879?, Mailand 1880)
  - Notturno (Mailand 1880)
  - In ricordo di Lugano (Mailand 1880)
  - In sogno! (1880–82)
  - In gondola (1884)
  - Un organetto suona per la via (1887)
  - Sotto le tue finestre (1887)
  - A sera (Genua 1888; umgearbeitet als Streichquartett und als Vorspiel des dritten Aktes von La Wally)
  - A te (1888)
  - Canto di primavera (1888)
  - Sans-souci! (1888; veröffentlicht mit anderen Klavierwerken als Impressioni, 10 pezzi caratteristici, Mailand ohne Jahreszahl, Nachdruck ebenda 1943)
  - Tempo di waltzer (alla tedesca) für Klavier vierhändig (Mailand 1891)
  - weitere vierhändige Klavierwerke